# Freusa Zechmeister
Freusa Zechmeister (Patos de Minas, 25 de maio de 1941 — Belo Horizonte, 7 de dezembro de 2024) foi uma arquiteta, figurinista e designer, conhecida pelos seus trabalhos no Grupo Corpo.

## Biografia
Formou-se em arquitetura na Universidade Federal de Minas Gerais (UFMG) em 1964. Em uma viagem na Europa conheceu o produtor cultural Emílio Kalil, que era codiretor do Grupo Corpo e também o responsável por levar Freusa à ser figurinista da companhia em 1981. A partir daí, seu trabalho foi reconhecido como um importantes no cenário teatral brasileiro. Freusa assina todos os figurinos do Grupo Corpo, com exceção do Santagustin (2002), feito por Ronaldo Fraga.

### Grupo Corpo
Os figurinos de Freusa Zechmeister estão interligados com o processo de movimentação dos atores, ela dá notável importância para a visibilidade das múltiplas contrações e distensões dos membros e do torso dos artistas, destacando suas ondulações e os movimentos do quadril, além de reconhecer a movimentação e as cores necessárias no ambiente durante a execução da coreografia. Zechmeister consolidou a persona cênica do Grupo Corpo no Espetáculo 21 (1992), conhecido por inaugurar um estilo brasileiro de dança, o figurino proposto por ela ajuda a revelar a linguagem particular do Grupo Corpo. Em suas produções artísticas, como em Gira (2017), observa-se maior integração entre as suas criações.
Seu trabalho na companhia já foi destaque na mídia internacional, sendo publicada em jornais como os estadunidenses The New York Times, The Boston Globe e Los Angeles Times e no espanhóis El País e Diario de Mallorca.

### Arquitetura
A obras de arquitetura da mineira Freusa Zechmeister variam desde edificações comerciais de destaque na cidade de Belo Horizonte até o design de residências. Durante a década de 90 desenvolveu obras que utilizavam materiais de demolição/reuso. Ela também foi responsável pela restauração e design de interiores da Casa Bonomi, em Belo Horizonte.
Seu trabalho conseguiu uma grande repercussão na imprensa brasileira. Já assinou projetos para celebridades como Maitê Proença, escreveu figurinos para Gilberto Gil e obras no Instituto Inhotim.

### Morte
Freusa Zechmeister morreu aos 83 anos de idade, em Belo Horizonte, em 7 de dezembro de 2024, vítima de um câncer de pâncreas.